# Терезиенвийзе
„Терезиенвийзе“ (на немски: Theresiewiese, „Ливадата на Тереза“) е площад с площ 42 хектара със специален статут в район Лудвигсфорщат-Изарфорщат на гр. Мюнхен, провинция Бавария, Германия.
Площадът е наречен на принцеса Тереза от Саксония-Хилдбургхаузен - съпруга на баварския принц и бъдещ крал Лудвиг I. Двамата се женят на 12 октомври 1810 г. За завършване на празненствата на 17 октомври се провежда конно състезание. Състезанието е повторено на следващата година и така се превръща в традиционния Октоберфест. По време на празненствата през 1818 г. за първи път има въртележки. През 1896 г. се появяват първите палатки, в които се продава бира.
На 7 ноември 1918 г. там се провежда демонстрация срещу Първата световна война с участието на 60 000 души, която води до абдикацията на крал Лудвиг III.
На 2 април 1938 г. Адолф Хитлер отпразнува аншлуса на Австрия на „Терезиенвийзе“ с нощно събиране с участието на около 0,5 милион души.
В днешни дни на „Терезиенвийзе“ се провежда не само Октоберфест, а и Мюнхенският пролетен фестивал, фестивалът Tollwood и циркови представления.
Забележителна е статуята „Бавария“ в западната част на площада.
От 1984 г. в северната част на площада е в експлоатация едноименна станция на метрото.
|  | Тази страница частично или изцяло представлява превод на страницата Theresienwiese в Уикипедия на немски. Оригиналният текст, както и този превод, са защитени от Лиценза „Криейтив Комънс – Признание – Споделяне на споделеното“, а за съдържание, създадено преди юни 2009 година – от Лиценза за свободна документация на ГНУ. Прегледайте историята на редакциите на оригиналната страница, както и на преводната страница, за да видите списъка на съавторите. ВАЖНО: Този шаблон се отнася единствено до авторските права върху съдържанието на статията. Добавянето му не отменя изискването да се посочват конкретни източници на твърденията, които да бъдат благонадеждни. |